# Хамитбејбуџаги
Хамитбејбуџаги (тур. Hamitbeybucağı) је насељено место у округу Џејхан у вилајету Адана, Турска. Према попису из 2020. било је 418 становника.
Хамитбејбуџаги настањују Бошњаци, чији су се преци крајем 19. века доселили из Цазина у Босанској крајини.